# Arroyo Calfiquitra
El arroyo Calfiquitra (39°23′00″S 71°21′00″O / -39.38333, -71.35000) se encuentra en el suroeste de la provincia del Neuquén, República Argentina, dentro del parque nacional Lanin. Es un afluente del lago Rucachoroi y tiene muy buena pesca, pidiéndosela practicar especialmente con la modalidad de pesca con mosca, se pueden lograr buenos ejemplares de trucha arcoíris y trucha fontinalis, el entorno del paisaje es muy bello, ya que está rodeado del bosque andino patagónico. La localidad más cercana es Aluminé.